# Brue
Brue (dawna nazwa The Ivel) – rzeka na równinie Somerset Levels w Anglii, w hrabstwie Somerset, dystryktach South Somerset, Sedgemoor. Źródło znajduje się niedaleko Brewham, następnie płynie przez Castle Cary i równinę Somerset Levels, przepływając m.in. przez Glastonbury. Wzdłuż rzeki znajdują się bunkry z okresu II wojny światowej. Żeglowna na ostatnim trzykilometrowym odcinku.